# عثمان أشقرا
عثمان أشقرا (ولد عام 1951 بمدينة ِخريبكة). أديب وباحث وسوسيولوجي مغربي .

## مسيرته
ولد الدكتور عثمان أشقرا بمدينة خريبكة سنة 1951 حاصل على الدكتوراه الدولة في علم الاجتماع، و هو أستاذ التعليم العالي بالمدرسة العليا للأساتذة بتطوان . نشر مجوعة من الدراسات الفكرية والنصوص القصصية بمجموعة من المنابر: أنوال، الاتحاد الاشتراكي، أقلام، أبحاث، دراسات عربية، مجلة دار النيابة، اليوم السابع.

## مؤلفاته[5]
للدكتور عثمان أشقرا العديد من الكتب والدراسات . من بين ما نشر له :
- في سوسيولوجيا الفكر المغربي الحديث.
- المتن الغائب (دراسات في الفكر المغربي الحديث).
- الفكر الوطني بالمغرب.
- الحركة الاتحادية أو مسار فكرة تقدمية.
- العطب المغربي (بحث في أصول التحديث وإعاقاته بالمغرب.
- في سوسيولوجيا الفكر المغربي الحديث.
- علال الفاسي /الوطنية والهوية المغربية.
- دراسة تأملية في واقع المجتمع المغربي في منتصف الستينيات.
- الوطنية والسلفية الجديدة في المغرب.

- رجال الميعاد (مجموعة قصصية)،منشورات وزارة الثقافة المغربية.
- محنة الشيخ اليوسي (جائزة أحسن نص مسرحي مغاربي برسم سنة 2004.
- بولنوار (جائزة الرواية المغربية برسم سنة 2007).